# 뚝딱맨
《뚝딱맨》은 (주)지앤지엔터테인먼트가 제작한 대한민국의 애니메이션으로, EBS 1TV에서 2017년 3월 1일부터 5월 25일까지 매주 수/목요일 오전 8시 30분에 방영했고, 2기인 따라락 따라락 뚝딱맨은 MBC TV에서 2020년 4월 14일부터 10월 13일까지 매주 화요일 오후 12시 20분에 방영했다. 후속작인 뚝딱구조대는 MBC TV에서 2021년 9월 8일부터 9월 15일까지 매주 수요일 오후 12시 45분에 방영했다가, 9월 23일부터 2022년 5월 6일까지, 시즌 2는 같은 해 5월 13일부터 11월 17일까지 매주 목요일 오전 11시 45분에 방영했고, 시즌 3는 2024년 1월 5일부터 4월 28일까지 매주 금요일 오전 11시 45분에 방영했다가, 5월 5일부터 2025년 2월 2일까지 매주 일요일 오전 7시 25분에 방영했다.

## 줄거리
블록나라의 요정인 뚝딱맨은 변신 마법을 사용하여 인간 세계의 사물로 '뚝딱'하고 변신할 수 있다. 유치원 마을에 사건, 사고가 발생하면 그는 장난감 친구들이 필요로 하는 사물로 변신하고, 함께 힘을 모아 문제를 해결한다.

## 등장인물
- 뚝딱맨
- 하니
- 꼼지
- 쿠니
- 우르
- 룰루
- 툴툴맨
- 장난대장

## 목소리 출연

### 뚝딱맨, 따라락 따라락 뚝딱맨
- 신용우: 뚝딱맨
- 이명호: 하니, 꼼지
- 김은아: 쿠니
- 정영웅: 우르, 교장선생님
- 이지현: 룰루
- 엄상현: 툴툴맨

### 뚝딱구조대
- 이미연: 뚝딱맨, 툴툴맨
- 김사라: 하니, 꼼지
- 김소희: 쿠니
- 임주현: 우르, 교장선생님
- 한경화: 룰루
- 정의진: 장난대장

### 조연
- 뚝딱맨
  - 이민규: 자크, 토비
  - 남도형: 팜팜, 폴
  - 정영웅: 판사
- 따라락 따라락 뚝딱맨, 뚝딱구조대
  - 유동균, 서다혜, 강규리, 김정은

## 방영 목록

### 뚝딱맨
| 회차       | 주제                                   | 방송 일자                      |
| ---------- | -------------------------------------- | ------------------------------ |
| 1화        | 안녕, 뚝딱맨소방차야, 도와줘           | 2017년 3월 1일2017년 3월 2일   |
| 2화        | 우주 비행사 자크토비를 구해라          | 2017년 3월 8일2017년 3월 9일   |
| 3화        | 룰루가 아파요사과파이 만들기           | 2017년 3월 15일2017년 3월 16일 |
| 4화        | 마이크를 찾아라하니와 툴툴맨의 대결    | 2017년 3월 22일2017년 3월 23일 |
| 5화        | 알록달록 색칠놀이열쇠를 찾아라         | 2017년 3월 29일2017년 3월 30일 |
| 6화        | 우르 구출 작전버스가 고장났어요        | 2017년 4월 5일2017년 4월 6일   |
| 7화        | 크리스마스 소동도둑 X를 잡아라         | 2017년 4월 12일2017년 4월 13일 |
| 8화        | 오늘은 청소하는 날감자 심기 대소동     | 2017년 4월 19일2017년 4월 20일 |
| 9화        | 요트왕 폴달려라 청룡열차               | 2017년 4월 26일2017년 4월 27일 |
| 10화       | 쿠니는 만능 정비사룰루는 바다의 왕자님 | 2017년 5월 3일2017년 5월 4일   |
| 11화       | 성 만들기발레리나 하니                 | 2017년 5월 10일2017년 5월 11일 |
| 12화       | 아기새 구출작전쿠니의 비행기 만들기    | 2017년 5월 17일2017년 5월 18일 |
| 최종화(13) | 꼼지의 가족찾기이별파티                | 2017년 5월 24일2017년 5월 25일 |

### 따라락 따라락 뚝딱맨
| 회차       | 주제                              | 방송 일자        |
| ---------- | --------------------------------- | ---------------- |
| 1화        | 돌아온 뚝딱맨두근두근 바다탐험    | 2020년 4월 14일  |
| 2화        | 음식이 사라졌어요황새배달부       | 2020년 4월 21일  |
| 3화        | 달나라 대모험보물찾기 대소동      | 2020년 4월 28일  |
| 4화        | 다락방의 유령소동아기돌고래       | 2020년 5월 12일  |
| 5화        | 룰루가 커졌어요사라진 얼음        | 2020년 5월 19일  |
| 6화        | 자석대소동싱씽 레이싱 경주        | 2020년 5월 26일  |
| 7화        | 방울방울 비눗방울악동 까마귀 형제 | 2020년 6월 2일   |
| 8화        | 하늘을 날고싶어쿵푸팬더           | 2020년 6월 9일   |
| 9화        | 착한 툴툴맨환상의 스케이트        | 2020년 6월 16일  |
| 10화       | 룰루의 동생 랄라콩닥콩닥 건강검진 | 2020년 6월 23일  |
| 11화       | 모래성 쌓기장난감 연주회          | 2020년 6월 30일  |
| 12화       | 녀왕벌 구출작전위험한 거짓말      | 2020년 7월 7일   |
| 13화       | 케이크를 만들자마술사 룰루        | 2020년 7월 14일  |
| 14화       | 최고의 정비사 쿠니아기고양이 마오 | 2020년 7월 21일  |
| 15화       | 활주로가 필요해장난감 운동회      | 2020년 7월 28일  |
| 16화       | 피노키오가 된 쿠니툴툴맨의 꾀병   | 2020년 8월 4일   |
| 17화       | 동굴친구 베티쿠니의 만능스패너    | 2020년 8월 11일  |
| 18화       | 오아시스를 찾아라                 | 2020년 8월 18일  |
| 19화       | 위험한 숨바꼭질뻐꾸기 할아버지    | 2020년 8월 25일  |
| 20화       | 눈사람이 녹아내려요룰루의 빨판    | 2020년 9월 1일   |
| 21화       | 왕자님의 왕관연 날리기            | 2020년 9월 8일   |
| 22화       | 마티는 내 친구장난감 바자회       | 2020년 9월 15일  |
| 23화       | 물고기 힙합 형제메이의 별사탕     | 2020년 9월 22일  |
| 24화       | 무지개를 잡아라개구리 왕자 연극   | 2020년 9월 29일  |
| 25화       | 남극의 새 친구                    | 2020년 10월 6일  |
| 최종화(26) | 멋쟁이 카멜레온 레옹축하해 뚝딱맨 | 2020년 10월 13일 |

### 뚝딱구조대
| 회차       | 주제                              | 방송 일자                        |
| ---------- | --------------------------------- | -------------------------------- |
| 1화        | 장난대장의 등장수영하고 싶은 룰루 | 2021년 9월 8일2021년 9월 15일    |
| 2화        | 포니의 질주가짜 뚝딱맨의 정체     | 2021년 9월 23일2021년 10월 1일   |
| 3화        | 툴툴맨의 거짓말미로찾기           | 2021년 10월 7일2021년 10월 14일  |
| 4화        | 게임 속으로명탐정 룰루            | 2021년 10월 28일2021년 11월 4일  |
| 5화        | 뽑기 기계오르골 발레리나          | 2021년 11월 11일2021년 11월 18일 |
| 6화        | 둥둥 솜사탕우당탕탕 알 소동       | 2021년 11월 30일2021년 12월 9일  |
| 7화        | 뚝딱 고민 해결사정의의 기사       | 2021년 12월 14일2021년 12월 23일 |
| 8화        | 거북을 구하라로봇청소기           | 2021년 12월 30일2022년 1월 6일   |
| 9화        | 감자밭 소동투명인간 툴툴맨        | 2022년 1월 13일2022년 1월 20일   |
| 10화       | 선인장 괴물종이 인형 소동         | 2022년 1월 27일2022년 2월 3일    |
| 11화       | 멧돼지와 툴툴맨괴물이 된 우르     | 2022년 2월 24일2022년 3월 3일    |
| 12화       | 유나의 장난감심부름 로봇          | 2022년 3월 11일2022년 3월 17일   |
| 13화       | 미라 장난감 소동말썽쟁이 피터     | 2022년 3월 24일2022년 4월 1일    |
| 14화       | 풍선인형 팡팡맥스는 무서워        | 2022년 4월 8일2022년 4월 15일    |
| 최종화(15) | 장난대장 소동장난대장의 정체      | 2022년 4월 29일2022년 5월 6일    |

### 뚝딱구조대 2
| 회차       | 주제                                    | 방송 일자                        |
| ---------- | --------------------------------------- | -------------------------------- |
| 1화        | 중장비 삼총사빙수 화산 폭발             | 2022년 5월 13일2022년 5월 20일   |
| 2화        | 바다에 놀러가요떠돌이 정비사            | 2022년 5월 27일2022년 6월 3일    |
| 3화        | 아기기차 티티진짜 히어로맨              | 2022년 6월 10일2022년 6월 17일   |
| 4화        | 렬기구 소동호수의 괴물 소동             | 2022년 6월 24일2022년 7월 1일    |
| 5화        | 재활용 장난감 소동팽이 장난감 대결      | 2022년 7월 8일2022년 7월 15일    |
| 6화        | 쿠니 선장의 모험최고의 작품             | 2022년 7월 22일2022년 7월 29일   |
| 7화        | 진짜 왕자는 누구?몬스터트럭 장애물대회  | 2022년 8월 5일2022년 8월 10일    |
| 8화        | 변신자동차 제트사막왕국의 꼬마병사      | 2022년 8월 19일2022년 8월 26일   |
| 9화        | 끈끈이 개구리인공지능로봇 아루          | 2022년 9월 2일2022년 9월 8일     |
| 10화       | 유랑 서커스단보드챔피언 손오공          | 2022년 9월 16일2022년 9월 23일   |
| 11화       | 꼬꼬의 소원스노우볼                     | 2022년 10월 14일2022년 10월 28일 |
| 12화       | 몬스터카드 컨트롤러 우르음악회 미스터리 | 2022년 11월 10일2022년 11월 11일 |
| 최종화(13) | 장난감 대축제장난 대마왕의 부활         | 2022년 11월 16일2022년 11월 17일 |

### 뚝딱구조대 3
| 회차       | 주제                                        | 방송 일자                        |
| ---------- | ------------------------------------------- | -------------------------------- |
| 1화        | 꼼지를 찾아라!이사 온 공룡 렉스             | 2024년 1월 5일2024년 1월 12일    |
| 2화        | 인어공주의 소원문제가 생긴 TV               | 2024년 1월 19일2024년 1월 26일   |
| 3화        | 유니콘이 될 거야날씨를 바꿔줘               | 2024년 2월 2일2024년 2월 8일     |
| 4화        | 보석 강도 사건자판기 장난감 칠리            | 2024년 2월 16일2024년 2월 23일   |
| 5화        | 잃어버린 원고오리 가족의 물놀이             | 2024년 2월 29일2024년 3월 8일    |
| 6화        | 암벽타기 대회곡예 비행사                    | 2024년 3월 15일2024년 3월 22일   |
| 7화        | 피리 장난감 피피친구의 날                   | 2024년 3월 29일2024년 4월 5일    |
| 8화        | 풍선 애벌레 가족거대 토마토 소동            | 2024년 4월 12일2024년 4월 19일   |
| 9화        | 쌍둥이 장난감바닷가 생일파티                | 2024년 5월 5일2024년 5월 12일    |
| 10화       | 공포의 선물택배를 부탁해                    | 2024년 5월 19일2024년 5월 26일   |
| 11화       | 우주에서 온 왕자팜팜의 사과밭               | 2024년 6월 2일2024년 6월 9일     |
| 12화       | 낚시 대회사라진 우르                        | 2024년 6월 16일2024년 6월 23일   |
| 13화       | 황당한 패션쇼얼음 축제                      | 2024년 6월 30일2024년 7월 7일    |
| 14화       | 훌라걸스와 춤을고장난 양철병정              | 2024년 7월 14일2024년 7월 21일   |
| 15화       | 멀티 툴 장난감 툴리블록 아티스트 토미       | 2024년 7월 28일2024년 8월 4일    |
| 16화       | 복제된 우르수중기차 치치                    | 2024년 8월 11일2024년 8월 18일   |
| 17화       | 달려라 썬더아기 캥거루를 찾아줘             | 2024년 8월 25일2024년 9월 1일    |
| 18화       | 최고의 로봇은 과연 누구?찾아라 전설의 뼈    | 2024년 9월 8일2024년 9월 15일    |
| 19화       | 우주 택배 배달부꼬마 발명가                 | 2024년 9월 22일2024년 9월 29일   |
| 20화       | 아기 문어 옥티슈퍼스타 테리                 | 2024년 10월 6일2024년 10월 13일  |
| 21화       | 미어캣을 찾아라수중발레쇼                   | 2024년 10월 20일2024년 10월 27일 |
| 22화       | 거대 채소 대회신나는 물총놀이               | 2024년 11월 3일2024년 11월 10일  |
| 23화       | 조이 왕자의 생일파티선장 피트와 앵무새 록시 | 2024년 11월 17일2024년 11월 24일 |
| 24화       | 빙글빙글 대관람차태양열 미니펫              | 2024년 12월 1일2024년 12월 22일  |
| 25화       | 명탐정 셜록의 도둑찾기발레리나 에스메랄다   | 2024년 12월 29일2025년 1월 12일  |
| 최종화(26) | 장난감 마을 대청소툴툴맨의 새로운 친구      | 2025년 1월 26일2025년 2월 2일    |

## 결방 및 편성안내
- 2022년 8월 12일: 여자축구 생중계의 관계로 인해 결방했다.
- 2022년 9월 8일: 추석연휴로 인해 편성했다.
- 2022년 9월 30일, 10월 7일: 한글날 주간 특집 쉬운 우리말 극장의 관계로 인해 결방했다.
- 2024년 2월 9일: 설날연휴로 인해 편성했다.
- 2024년 3월 1일: 3.1절 관계로 인해 2월 29일 목요일 오전 11시 45분으로 편성했다.
- 2024년 4월 19일: 글로벌 건강 비법 최강 백세 재방송으로 인해 오전 11시로 편성했다.
- 2024년 4월 26일: MBC 특별 생방송 시민 300, 인구절벽을 막아라의 관계로 인해 결방했다.
- 2024년 12월 8일: MBC 뉴스투데이의 관계로 인해 결방했다.
- 2024년 12월 15일: MBC 뉴스특보의 관계로 인해 결방했다.
- 2025년 1월 5/19일: MBC 뉴스의 관계로 인해 결방했다.